# Вітри зими (Гра престолів)
«Вітри зими» — десятий і фінальний епізод шостого сезону фентезійного телевізійного серіалу «Гра престолів», і 60-й в цілому. Серія була написана Девідом Беніоффом та Д. Б. Уайссом і зрежисерована Мігелем Сапочником. Вийшла в ефір 26 червня 2016 року.
У Королівській гавані, Серсея Ланністер (Ліна Гіді) використовує дикий вогонь під Септою, убивши своїх ворогів, у тому числі Верховного Горобця (Джонатан Прайс) та королеву Маргері Тірелл (Наталі Дормер). В результаті король Томмен Баратеон (Дін-Чарльз Чепмен) накладає на себе руки. Серсея згодом претендує на Залізний трон. Арія Старк (Мейсі Вільямс) вбиває Волдера Фрея (Девід Бредлі). У Вінтерфеллі, Джон Сноу (Кіт Герінгтон) оголошений королем Півночі, владикою північних земель, а за стіною, Бран Старк (Айзек Гемпстед-Райт) дізнається, що Джон — син принца Рейгара Таргарієна та Ліанни Старк. У Старомісті, Семвел Тарлі (Джон Бредлі-Вест) прибуває в Цитадель, що збіглося з їх оповіщенням (в кадрі помітно білих воронів), що прийшла зима. У Ессосі, Дейнеріс Таргарієн (Емілія Кларк) починає відправлення своєї армії до Вестеросу разом з Тіріоном Ланністером (Пітер Дінклейдж), арміями Грейджоїв, Тіреллів, Мартеллів та трьома її драконами.
«Вітри зими» отримав загальне визнання критиків, його називають одним із найкращих епізодів серії, один критик назвав її «дуже дивною і дивовижною». У Сполучених Штатах, епізод досяг аудиторії у 8,89 млн, що робить його найрейтинговішим епізодом в історії серіалу.

## Сюжет

### У королівській гавані
У день суду Серсеї Ланністер (Ліна Гіді) та Лораса Тирела (Фін Джонс), Верховний Горобець (Джонатан прайс) і багато хто з еліти міста збираються у Великій Септі Бейлора. Психічно зломлений Лорас зізнається у гомосексуальності і просить надати йому змоги спокутувати свою провину, віддаючи своє ім'я та титул іншим спадкоємця будинку Тирелів, а сам приєднується до Войовничої віри. Однак, Серсея не з'являється на суді, і Верховний Горобець відправляє брата Ланселя (Юджин Саймон), щоб примусити її прийти. Між тим, Квиберн (Антон Лессер) заманює Пицеля (Джуліан Гловер) в його покої, і діти-агенти його вбивають. Ідучи за однією з «пташок» Квіберна, Лансель натикається на великі запаси «дикого вогню» з запаленою свічкою в підземеллі під Септою, він хоче погасити свічку, але «пташка» смертельно його ранить. Всередині Септи, Маргері (Наталі Дормер), розуміючи, що Серсея спланувала щось погане, попереджає натовп розійтися, але брати Войовничої віри перешкоджають це зробити. Дикий вогонь запалює і руйнує Велику Септу, убивши всіх всередині, включаючи Ланселя, Верховного Горобеця, Маргері, Лораса, Мейса Тирелла (Роджер Ештон-Гріффітс), і правицю короля Ківана Ланністера (Йен Гелдер). Септа Унелла піддається катуванню, після чого Серсея віддає її на розтерзання Горі (Гафтор Юліус Бйорнссон). Томмен (Дін-Чарльз Чепмен), який був закритий у своїх покоях, був свідком вибуху і вчиняє самогубство, вистрибнувши з вікна.
Джеймі (Ніколай Костер-Валдау) та Бронн (Джером Флінн) повертаючись з Ріверрану, були вражені, побачивши руїни Великої Септи Бейлора. Після прибуття в Червоний Замок, Джеймі спостерігає за коронацією Серсеї королевою Семи Королівств і призначенням Квіберна її Правицею.

### У Вінтерфеллі
Давос (Ліам Каннінгем) протистоїть Мелісандрі (Каріс ван Гаутен) та нагадує їй про смерть Ширен. Мелісандра визнає спалення Ширен живцем, але вказує на те, що вона зробила це заради владики світу і що Станніс не заперечував проти жертви. Давос просить дозволу у Джона (Кіт Герінгтон), щоб стратити Мелісандру, але Джон відмовляється, мотивуючи це тим, що вона може стати в пригоді в майбутній війні проти білих блукачів. Джон виганяє Мелісандру з півночі, з погрозою стратити її, якщо вона коли-небудь повернеться. Джон і Санса (Софі Тернер) обговорюють, хто буде керувати силами організації Старків. Потім Санса повідомляє Джону, що приїхав білий ворон з Цитаделі принести звістку, що зима нарешті настала.
Мізинець (Ейдан Гіллен) зустрічається з Сансою наодинці та показує, що його кінцевою метою є те, щоб сидіти на залізному троні разом з Сансою. Потім він намагається поцілувати Сансу, але вона ухиляється.
Пізніше Джон збирає північних лордів, лицарів долини, і здичавілих та починає обговорювати прихід білих блукачів. Ліанна Мормонт (Белла Ремсі) засоромлює північних лордів, що не прийшли на допомогу Джону. Північні лорди, лицарі долини, і здичавілі оголошують Джона новим Королем Півночі.

### Вежі близнюки
Волдер Фрей (Девід Бредлі) святкує взяття Риверрана з Ланністерами, і зауважує Джеймі, що вони схожі в тому, що обидва є чоловіками, які зрадили своїх королів. Джеймі з гіркотою нагадує, що Волдер Фрей є правителем річкових земель тільки завдяки Ланністерам і що Ланністери розірвуть союзну угоду, якщо Фреї не зможуть втримати його.
Пізніше, Волдер обідав на самоті, гадаючи, куди поділися його сини. Його служниця (Сабріна Бартлетт) показує, що обидва чоловіки були запечені в пирозі, який він з'їв. Вона знімає маску, щоб показати, що вона Арія Старк (Мейсі Вільямс), і перерізає йому горло.

### У Старомісті
Сем (Джон Бредлі) і Ліллі (Ханна Мюррей) приїжджають в Старомісто і заходять до Цитаделі. У Сема запланована зустріч з Архимейстром. Тим часом, Сем отримує доступ до бібліотеки з вежею, наповненою книгами на кількох поверхах. Між тим Цитадель випускає незліченну кількість білих воронів, щоб повідомити, що зима офіційно почалася.

### У Дорні
Леді Оленна Тірелл (Дайана Рігг) зустрічається з Елларією Санд (Індіра Варма) і піщаними зміями та обговорюють можливість союзу проти Серсеї. На подив Оленни, в Елларія представляє Варіса, який пропонує Оленні «вогонь і кров» (слова з дому Таргаріенів) в її прагненні до помсти.

### За стіною
Бран (Айзек Гемпстед Райт), Міра (Еллі Кендрік), і Бенджен ідуть до стіни, проте Бенджен перестає іти з ними, заявивши, що магічний захист стіни перешкоджає йому пройти. Бран знову медитує та повертається назад у часі до вежі радості. Там він бачить як його батько Нед знаходить свою сестру Ліанну Старк під час пологів. З її останнім подихом Ліанна благає Неда, щоб той доглядав за її сином та тримав таємницю, щоб Роберт Баратеон не вбив його.

### У Мієрині
Дейнеріс (Емілія Кларк) інформує Дааріо (Міхель Хьюсман), що він не буде супроводжувати її у Вестерос, і замість цього залишиться керувати у Мієрині та затоці работоргівців. Дааріо неохоче приймає наказ Дейнеріс, зізнаючись в коханні до неї. Дейнеріс дарує Тіріону (Пітер Дінклейдж) знак руки короля, проголосивши Тіріона правицею королеви. Після цього Дейнеріс і її свита відправляється до Вестеросу.

## Виробництво

### Сценарій

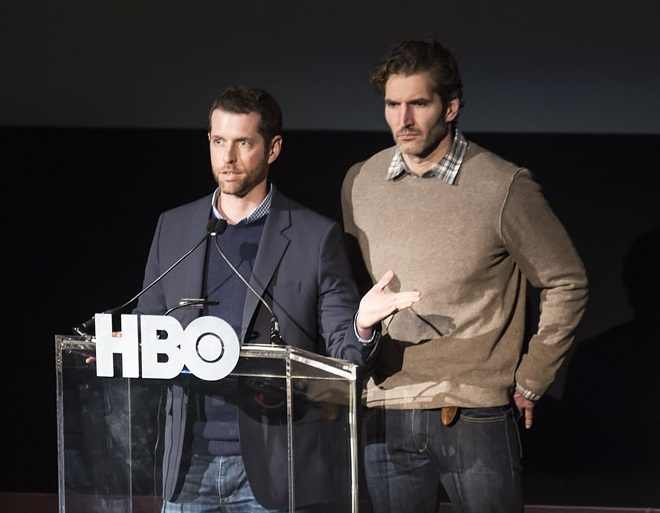
Епізод був написаний спів-творцями серіалу Девідом Беніоффом та Д. Б. Вайсом.

«Вітри зими» написали творці серіалу Девід Беніофф та Д. Б. Вайс. Деякі елементи в епізоді ґрунтуються на наступній, шостій серії роману «Пісня льоду і полум'я», яку автор Джордж Мартін сподівався завершити до початку шостого сезону. У ньому адаптована глава «Семвелл V» і діалог з «Бенкету для Ворон». Також містить деякі елементи з глави «Епілог». Епізод є найдовшим в історії серіалу — 69 хвилин.
У відео «всередині серії» Девід Беніофф говорив про відносини між Сансою Старк і Джоном Сноу, заявивши таке: «Протягом цього сезону вони дійсно покладаються один на одного, але вона не довіряє йому повністю. Вона не сказала йому про зустріч з мізинцем, вона не сказала йому, що вона покликала лицарів долини, тому там є трохи натяку на конфлікт. Тому я думаю, тут є трохи гніву і ревнощів, а за їхніми відносинами буде цікаво дивитися». Беніофф продовжував, посилаючись на те, що Джон Сноу став королем Півночі: «Ми бачимо другу сцену, де проголошують «Короля Півночі». Проте зараз зовсім інші обставини та інша обстановка. У певному сенсі, перше проголошення було тривожним, тому що тоді був дуже тріумфальний момент, коли Робба назвали королем Півночі, але це не добре для нього закінчилось. Тому я думаю, що ми повинні трохи хвилюватися за Джона і в той же час це досить велика зміна, коли персонаж був мертвим на початку сезону, а наприкінці був проголошеним королем. Він добре справився. Справився за десять коротких серій».

### Музичний супровід

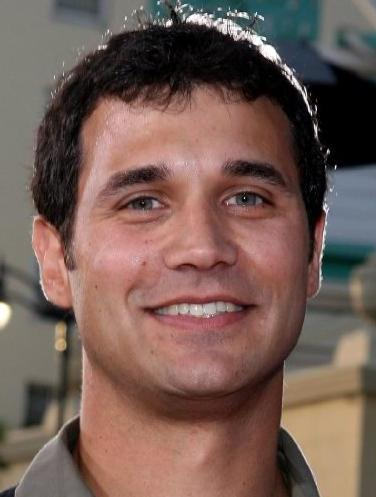
Композитор Рамін Джаваді створив музичний супровід серії.

Музичний супровід для «Вітрів зими» був написаний композитором Раміном Джаваді. Він працював у серіалі з самого початку, тому додатково доробив головну тему. В інтерв'ю виданню «Голлівуд репортер», Джаваді говорить про мелодію на початку епізоду, яка в значній мірі складалася з фортепіано, що було чимось незвичайним для серії. Джаваді заявив: «Найцікавіше для мене було використання фортепіано. Коли ми починали сезон, Девід Беніофф, Ден Вайсс та Мігель Сапочник зв'язалися зі мною і сказали: «Щось незвичне має бути в 10 серії». Мігель спитав: «Як щодо фортепіано?». Ми обговорили це. Фортепіано дійсно незвично для «Гри престолів».

Він продовжив: «Це здавалось мало б бути ідеально. Що добре було для сцени, то це те, що там немає ніякого діалогу. Це дев'ять хвилин. Я знав, що повинен починати поступово. Нехай мелодія грає, а очікування росте». Джаваді заявив, що він утримався від використання типових тем Ланністерів, для того, щоб створити загадку. Композиція також включала вокал двох молодих хлопців, які співають в унісон. Джаваді описує, як він зібрав всі окремі шматочки разом у музику, сказавши: «Хлопців я записав окремо. Струнні інструменти я записав всі разом, навіть сольні інструменти  — соло скрипки і віолончелей були записані окремо. На фортепіано зіграв я. А також на органі».

Коли в іншому інтерв'ю його запитали про загальний процес написання музики та як вона використовується у серії, Джаваді відповів: «Я сиджу з Девідом і Деном, і переглядаємо всю серію, а потім маєм обговорити, коли музика повинна запускатись і зупинятись. Всі дуже активно беруть участь в цьому і всі серії ідуть з музикою. За що я люблю «Гру престолів», що музики не забагато і не замало».

У серії також звучить головна тема сцени «Король Півночі» з Джоном Сноу у Вінтерфеллі. Критиками був схвально оцінений музичний супровід до серії, а журнал The Week назвав його «справжнім переможцем» фіналу сезону.